# バンケット作戦
バンケット作戦(英語: Operation Banquet）は、第二次世界大戦中に実行されたイギリス海軍の作戦である。1944年8月24日、クレメント・ムーディー少将指揮の下、スマトラ島南西岸の都市パダンとその周辺にある日本軍基地を攻撃した。作戦の主要目標であるパダン飛行場、戦略的に重要なIndaroengセメント工場、港湾施設、更にEmmahaven(現在のテルク・バユール港)に停泊する船舶への攻撃は成功した。
ちなみに、banquetとは英語で「宴会」、「ご馳走」という意味である。

## 概要
作戦には航空母艦ヴィクトリアス、インドミタブル、戦艦ハウ、巡洋艦2隻 (うち1隻は重巡カンバーランド)、駆逐艦5隻が参加した。帝国戦争博物館が所蔵している本作戦の映像では、バラクーダ、F6F ヘルキャット、F4U コルセアの出撃、着艦シーンが映されている。この作戦は、イギリス軍初の2隻の空母による2波攻撃が実行された戦いとして位置付けられている。